# Volksabstimmungen in der Schweiz 1976
Dieser Artikel bietet eine Übersicht der Volksabstimmungen in der Schweiz im Jahr 1976.
In der Schweiz fanden auf Bundesebene zehn Volksabstimmungen statt, im Rahmen von vier Urnengängen am 21. März, 13. Juni, 26. September und 5. Dezember. Dabei handelte es sich um vier Volksinitiativen (davon eine mit dazu gehörendem Gegenentwurf), zwei fakultative Referenden und vier obligatorische Referenden.

## Abstimmungen am 21. März 1976

### Ergebnisse
| Nr. | Vorlage                                                                            | Art | Stimm- berechtigte | Abgegebene Stimmen | Beteiligung | Gültige Stimmen | Ja      | Nein    | Ja-Anteil | Nein-Anteil | Stände | Ergebnis |
| --- | ---------------------------------------------------------------------------------- | --- | ------------------ | ------------------ | ----------- | --------------- | ------- | ------- | --------- | ----------- | ------ | -------- |
| 255 | Bundesbeschluss vom 4. Oktober über das Volksbegehren für die Mitbestimmung        | VI  | 3'750'162          | 1'479'405          | 39,45 %     | 1'457'959       | 472'094 | 966'140 | 32,38 %   | 67,62 %     | 0:22   | nein     |
| 255 | Gegenentwurf zum Bundesbeschluss für die Mitbestimmung                             | VI  | 3'750'162          | 1'479'405          | 39,45 %     | 1'457'959       | 431'690 | 974'695 | 29,61 %   | 70,39 %     | 0:22   | nein     |
| 256 | Volksbegehren für gerechtere Besteuerung und die Abschaffung der Steuerprivilegien | VI  | 3'750'162          | 1'474'085          | 39,31 %     | 1'418'883       | 599'053 | 819'830 | 42,22 %   | 57,78 %     | –      | nein     |

### Mitbestimmung der Arbeitnehmer
1971 lancierten der Christlichnationale Gewerkschaftsbund, der Schweizerische Gewerkschaftsbund und der Schweizerische Verband evangelischer Arbeitnehmer gemeinsam eine Volksinitiative, die dem Bund die Befugnis geben sollte, «Vorschriften über die Mitbestimmung der Arbeitnehmer und ihrer Organisationen in Betrieb, Unternehmung und Verwaltung» aufzustellen. Bei Arbeitgebern, aber auch bei einigen Arbeitnehmerorganisationen stiess sie auf Widerstand, da sie eine derart weitreichende Demokratisierung der Wirtschaftsordnung für nicht umsetzbar hielten. Allerdings befürworteten sie in gewissen Aspekten eine qualifizierte und punktuelle Mitbestimmung. Der Bundesrat liess daraufhin einen Gegenentwurf ausarbeiten, doch auch dieser ging den Arbeitgebern zu weit. In der langwierigen parlamentarischen Debatte setzte sich dann ein weiterer Gegenentwurf der FDP durch, der die Mitbestimmung ausschliesslich auf den betrieblichen Bereich beschränkte. Für die Initianten, die den Vorschlag des Bundesrates unterstützt hätten, stand ein Rückzug ihres Begehrens somit nicht mehr zur Diskussion. In der Abstimmungskampagne schienen die Positionen klar bezogen zu sein: Linke und Gewerkschaften für die Initiative, Bürgerliche und Arbeitgeber für den Gegenvorschlag. Als die CVP ein doppeltes Nein empfahl, erhielt die Diskussion eine neue Dynamik. Die Initiativgegner waren nicht grundsätzlich gegen ein Mitspracherecht der Arbeitnehmer, sondern vor allem gegen den Einbezug von Gewerkschaftsfunktionären in innerbetriebliche Entscheidungen. Zwei Drittel der Abstimmenden und alle Kantone lehnten die Initiative ab.

### Gegenentwurf zur Mitbestimmungsinitiative
Der vom Parlament beschlossene Gegenentwurf zur Mitbestimmungsinitiative wollte dem Bund die Befugnis erteilen, Vorschriften über eine angemessene, die Entscheidungsfähigkeit und Wirtschaftlichkeit der Unternehmung wahrende Mitbestimmung der Arbeitnehmer im betrieblichen Bereich aufzustellen. Die Miteinbeziehung von Gewerkschaftsfunktionären sollte ausdrücklich ausgeschlossen bleiben. Bei den Abstimmenden fand der Gegenentwurf noch etwas weniger Zustimmung als die Initiative.

### Reform des Steuerwesens
Angesichts des immer grösser werdenden Budgetdefizits des Bundes gab es zunehmend Forderungen nach einer Neugestaltung des Schweizer Steuerwesens. 1973 reichte der LdU eine Volksinitiative ein, die ein schweizweit einheitliches Steuersystem einführen und Steuerprivilegien abschaffen wollte. Anstelle der direkten Steuern der Kantone sollte der Bund eine einheitliche Steuer auf Einkommen und Vermögen der natürlichen Personen sowie auf Ertrag und Kapital der juristischen Personen einführen. Die Initiative war in Form einer allgemeinen Anregung formuliert und benötigte deshalb kein Ständemehr. Der Bundesrat wies sie zurück und argumentierte, eine Steuervereinheitlichung sei mit den strukturellen Unterschieden der Kantone nicht kompatibel. Andererseits stünden nach Abschluss der laufenden Steuerrevision adäquatere Lösungen zur Bewältigung der Finanzkrise zur Verfügung. Das Parlament folgte dieser Einschätzung. In der Abstimmungskampagne war der LdU auf sich allein gestellt. Während die linken Parteien Stimmfreigabe beschlossen, wandten sich die bürgerlichen Parteien, die Wirtschaftsverbände und zahlreiche Aktionskomitees gegen die Initiative. Sie missachte den föderalistischen Aufbau des schweizerischen Staatswesens und unterlaufe die aktuellen Bestrebungen für eine Steuerreform. Trotz dieses massiven Widerstands erzielte die Initiative ein gutes Ergebnis, im Kanton Basel-Stadt fand sie sogar eine Mehrheit. Bundesrat Georges-André Chevallaz sah im relativ hohen Anteil der Ja-Stimmen eine Verpflichtung, das starke Steuergefälle in der Schweiz zu nivellieren.

## Abstimmungen am 13. Juni 1976

### Ergebnisse
| Nr. | Vorlage | Art | Stimm- berechtigte | Abgegebene Stimmen | Beteiligung | Gültige Stimmen | Ja      | Nein    | Ja-Anteil | Nein-Anteil | Stände | Ergebnis |
| --- | --- | --- | ------------------ | ------------------ | ----------- | --------------- | ------- | ------- | --------- | ----------- | ------ | -------- |
| 257 | Bundesgesetz vom 4. Oktober 1974 über die Raumplanung | FR  | 3'756'474          | 1'298'665          | 34,56 %     | 1'280'367       | 626'134 | 654'233 | 48,90 %   | 51,10 %     | –      | nein     |
| 258 | Bundesbeschluss vom 20. Juni 1975 betreffend ein Abkommen zwischen der Schweiz und der Internationalen Entwicklungsorganisation (IDA) über ein Darlehen von 200 Millionen Franken | FR  | 3'756'474          | 1'296'862          | 34,52 %     | 1'264'852       | 550'865 | 713'987 | 43,55 %   | 56,45 %     | –      | nein     |
| 259 | Bundesbeschluss vom 11. März 1976 über eine Neukonzeption der Arbeitslosenversicherung                                                                                            | OR  | 3'756'474          | 1'296'974          | 34,52 %     | 1'268'761       | 866'211 | 402'550 | 68,27 %   | 31,73 %     | 21:1   | ja       |

### Raumplanungsgesetz
1969 hatten Volk und Stände dem Artikel zur Raumplanung in der Bundesverfassung zugestimmt. Drei Jahre später lag ein erster darauf basierender Gesetzesentwurf des Bundesrates vor. Einerseits sollte die Boden- und Infrastrukturverschwendung unterbunden werden, indem durch eine klare Planung die fortschreitende Zersiedelung gestoppt wird und möglichst zusammenhängende Landwirtschaftszonen ausgesondert werden. Andererseits stand auch der Schutz der landschaftlichen Schönheiten und der Natur im Vordergrund. Umstritten war vor allem ein Passus, der den kantonalen Behörden in Ausnahmefällen ein Enteignungsrecht zugestehen wollte, was Unternehmer und Hauseigentümer kategorisch ablehnten. Nachdem das Parlament dem Gesetz zugestimmt hatte, ergriff die Ligue vaudoise erfolgreich das Referendum. Unterstützt von mehreren Wirtschaftsverbänden und bürgerlichen Kantonalparteien, sahen die Gegner im Gesetz vor allem ein föderalismusfeindliches Instrument. Im Allgemeinen schürten sie das Misstrauen gegenüber Bürokraten und setzten auf die Sorge um das Privateigentum. Mit einer gross angelegten Informationskampagne versuchten die Befürworter, der Bevölkerung das noch relativ unbekannte Konzept der Raumplanung näherzubringen. Das Gesetz führe zu einem haushälterischen Umgang mit dem Boden, schmälere die Bodenspekulation und  schone die Landschaft. Eine knappe Mehrheit der Abstimmenden lehnte das Gesetz ab, wobei die Vorlage vor allem bei der ländlichen Bevölkerung chancenlos war.

### Abkommen mit der IDA
In den 1970er Jahren gewannen die Beziehungen zu den Staaten der Dritten Welt zunehmend an Bedeutung, doch belegte die Schweiz bei der öffentlichen Entwicklungshilfe im internationalen Vergleich einen der letzten Plätze. Im Zuge der Ölkrise von 1973 ersuchte die International Development Association (IDA) ihre Geberländer um zusätzliche Unterstützung, aber auch die Schweiz als Nichtmitglied. Der Bundesrat erklärte sich bereit, ein zinsloses Darlehen in der Höhe von 200 Millionen Franken bereitzustellen. Im Gegenzug sollten Schweizer Unternehmen berechtigt sein, sich an der Ausschreibung von IDA-Projekten zu beteiligen. Während die Vorlage im Parlament kaum auf Widerspruch stiess, übten extreme Linke und Rechte heftige Kritik. Rechtskonservative Kreise um Nationalrat James Schwarzenbach ergriffen daraufhin das Referendum, da sie multilaterale Abkommen grundsätzlich als «unschweizerisch» ablehnten. Andererseits hielten die POCH die Vereinbarung für ein neokolonialistisches Instrument der westlichen Exportwirtschaft. Auch die Befürworter hatten unterschiedliche Motive: Die Hilfswerke unterstützten das Abkommen aus altruistischen Motiven, während die bürgerlichen Parteien besonders den wirtschaftlichen Nutzen als Sekundäreffekt der Entwicklungshilfe priesen. Ihre Kampagne zielte darauf ab, das Darlehen als Investition darzustellen, die sich für die Schweiz lohne. Letztlich setzte sich die «unheilige Allianz» durch, da eine recht deutliche Mehrheit die Vorlage ablehnte.

### Neukonzeption der Arbeitslosenversicherung
Ein 1973 vom Nationalrat überwiesenes Postulat forderte eine grundlegende Reform der Arbeitslosenversicherung (ALV). Zwei Jahre später präsentierte der Bundesrat eine Neukonzeption, die auch präventive Massnahmen zur Bekämpfung der Arbeitslosigkeit umfasste. Um die vorgesehene Neuausrichtung zu ermöglichen, beantragte er zusätzlich eine Verfassungsänderung. Das bisherige freiwillige Versicherungssystem sei nicht mehr zeitgemäss, weshalb ein ALV-Obligatorium für alle Arbeitnehmer eingeführt werden müsse (mit einer Versicherungsmöglichkeit für Selbstständigerwerbende). Hinzu kamen erweiterte Leistungen, wobei insbesondere Beiträge an Umschulungen zu nennen sind. Wegen der einsetzenden Rezession verabschiedete das Parlament die Vorlage nach kurzer Debatte und ohne Änderungen. Von wenigen Ausnahmen abgesehen standen alle bedeutenden Parteien, Wirtschaftsdachverbände und Arbeitnehmerorganisationen hinter der Neukonzeption der ALV. Organisierte Opposition machte sich angesichts der offensichtlichen Mängel der bisherigen Gesetzgebung kaum bemerkbar. Über zwei Drittel der Abstimmenden nahmen die Vorlage an, eine Nein-Mehrheit resultierte nur im Kanton Schwyz.

## Abstimmungen am 26. September 1976

### Ergebnisse
| Nr. | Vorlage | Art | Stimm- berechtigte | Abgegebene Stimmen | Beteiligung | Gültige Stimmen | Ja      | Nein    | Ja-Anteil | Nein-Anteil | Stände | Ergebnis |
| --- | --- | --- | ------------------ | ------------------ | ----------- | --------------- | ------- | ------- | --------- | ----------- | ------ | -------- |
| 260 | Bundesbeschluss vom 19. März 1976 betreffend einen Verfassungsartikel über Radio und Fernsehen             | OR  | 3'766'161          | 1'261'980          | 33,50 %     | 1'227'367       | 531'328 | 696'039 | 43,29 %   | 56,71 %     | 3½:18½ | nein     |
| 261 | Volksbegehren zur Einführung einer Haftpflichtversicherung für Motorfahrzeuge und Fahrräder durch den Bund | VI  | 3'766'161          | 1'263'198          | 33,54 %     | 1'241'300       | 301'587 | 939'713 | 24,30 %   | 75,70 %     | 0:22   | nein     |

### Radio- und Fernsehartikel
Das weit verbreitete Misstrauen gegenüber dem Fernsehen, das 1957 zur Ablehnung des Radio- und Fernsehartikels geführt hatte, war ein Jahrzehnt später einer breiten Akzeptanz gewichen. 1968 zählte man erstmals mehr als eine Million TV-Konzessionen und im selben Jahr leitete der Bundesrat eine Vernehmlassung für einen neuen Verfassungsartikel ein. Obwohl er sich kaum vom abgelehnten unterschied, stiess er auf ein positives Echo. Da es zu Meinungsverschiedenheiten in einzelnen Bereichen kam, unterbreitete der Bundesrat 1973 eine überarbeitete Version, die wesentlich ausführlicher war und neu mehrere Grundsätze programmpolitischer Natur enthielt. Das Parlament nahm weitere kleinere Änderungen vor und fügte insbesondere einen Absatz hinzu, der die Schaffung einer unabhängigen Beschwerdeinstanz vorschrieb. In der Abstimmungskampagne gab es eine klare Links-Rechts-Trennlinie. SP, POCH und PdA hielten die Definition der «Radio- und Fernsehfreiheit» beim Programmdienst für eine leere Worthülse, die je nach politischem Gutdünken anders interpretiert werden könne. Auf der anderen Seite überwog bei den bürgerlichen Parteien das Positive an der Vorlage, dabei verwiesen sie insbesondere auf die Wichtigkeit einer ausformulierten Unparteilichkeit in der Berichterstattung hin. Die Vorlage scheiterte relativ deutlich am Volks- und Ständemehr. Eine Analyse ergab, dass viele der Abstimmenden den Artikel als freiheitsfeindlich und trotz der Ausführlichkeit als zu unbestimmt empfanden.

### Staatliche Haftpflichtversicherung
Bei der obligatorischen Haftpflichtversicherung für Motorfahrzeuge ordnete der Bundesrat als Aufsichtsbehörde zu Beginn der 1970er Jahre zweimal in Folge massive Prämienerhöhungen an. Er begründete dies mit stark angestiegenen Kosten und einer zu optimistischen Kostenkalkulation seitens der privaten Versicherer. Als Reaktion auf diesen umstrittenen Beschluss reichte der Verband des Personals öffentlicher Dienste eine Volksinitiative ein. Sie verlangte, dass die Durchführung der Haftpflichtversicherung bei Motorfahrzeugen und Fahrrädern nicht mehr der Privatwirtschaft überlassen wird, sondern verstaatlicht werden soll. Gestützt auf einen Bericht der Kartellkommission, der den wettbewerbspolitischen Nutzen einer staatlichen Anstalt anzweifelte, wies der Bundesrat das Begehren zurück. Gleichzeitig kündigte er jedoch eine Revision des Versicherungsgesetzes mit verstärkter Kontrolle und Aufsicht an, worauf das Parlament seiner Empfehlung folgte. Unterstützung erhielt die Initiative von der SP, der PdA, den POCH und dem Schweizerischen Gewerkschaftsbund. Sie wiesen auf die grossen Gewinne hin, die in der Versicherungsbranche dank dem hohen Monopolisierungsgrad und ihrer kartellmässigen Organisation erzielt wurden. Gegen die staatliche Haftpflicht wandte sich insbesondere der Touring Club Schweiz, der die vom Bundesrat in Aussicht gestellte Gesetzesrevision ausdrücklich begrüsste. Die Vorlage scheiterte deutlich am Volks- und Ständemehr.

## Abstimmungen am 5. Dezember 1976

### Ergebnisse
| Nr. | Vorlage                                                              | Art | Stimm- berechtigte | Abgegebene Stimmen | Beteiligung | Gültige Stimmen | Ja        | Nein      | Ja-Anteil | Nein-Anteil | Stände | Ergebnis |
| --- | -------------------------------------------------------------------- | --- | ------------------ | ------------------ | ----------- | --------------- | --------- | --------- | --------- | ----------- | ------ | -------- |
| 262 | Bundesbeschluss vom 19. Dezember 1975 über Geld- und Kreditpolitik   | OR  | 3'772'466          | 1'691'511          | 44,83 %     | 1'575'666       | 1'108'413 | '0467'253 | 70,35 %   | 29,65 %     | 22:0   | ja       |
| 263 | Bundesbeschluss vom 19. Dezember 1975 über die Preisüberwachung      | OR  | 3'772'466          | 1'699'618          | 45,04 %     | 1'665'155       | 1'365'788 | '0299'367 | 82,02 %   | 17,98 %     | 22:0   | ja       |
| 264 | Eidgenössische Volksinitiative «zur Einführung der 40-Stunden-Woche» | VI  | 3'772'466          | 1'703'499          | 45,15 %     | 1'686'050       | '0370'228 | 1'315'822 | 21,96 %   | 78,04 %     | 0:22   | nein     |

### Geld- und Kreditpolitik
Zur Dämpfung der Hochkonjunktur erliess das Parlament 1972 per Dringlichkeitsrecht verschiedene Massnahmen auf dem Gebiet des Kreditwesens. Diese waren auf drei Jahre befristet und wurden 1973 nachträglich in einer Volksabstimmung genehmigt. Noch vor Ablauf der Frist stellte der Bundesrat den Antrag, die Massnahmen bis Ende 1978 zu verlängern und gewisse Anpassungen vorzunehmen. Das Ziel sollte eine ausgeglichene konjunkturelle Entwicklung sein. Das Parlament ergänzte den Entwurf um eine Klausel, wonach das Instrument der Kreditbegrenzung nur noch dann eingesetzt werden darf, wenn die übrigen Massnahmen nicht ausreichen. Unter Vorbehalt des erforderlichen obligatorischen Referendums trat das Gesetz Anfang 1976 in Kraft. Angesichts der schlechten Wirtschaftslage war die Notwendigkeit erweiterter Kompetenzen für den Bundesrat weitgehend unbestritten. Mit Ausnahme der POCH unterstützten sämtliche Parteien die Vorlage. Es hiess, bei einer Ablehnung könnte die öffentliche Hand nicht schnell genug auf Veränderungen im sich rasch wandelnden Kredit- und Geldwesen reagieren. Ausserdem sei eine einigermassen wirksame Konjunkturpolitik ohne gesetzliche Grundlage schlicht unmöglich. Mehr als zwei Drittel der Abstimmenden und alle Kantone nahmen die Vorlage an.

### Preisüberwachung
Ein weiterer 1972 dringlich eingeführter und nachträglich mit einer Volksabstimmung abgesegneter Beschluss betraf die Überwachung von Löhnen, Preisen und Gewinnen.
Obwohl die Konjunkturüberhitzung 1974 in eine Rezession überging, verharrte die Teuerung auf einem hohen Niveau. Deshalb schlug der Bundesrat 1975 dem Parlament einen neuen Preisüberwachungsbeschluss vor. Neu enthalten war die Kompetenz der Regierung, Vorschriften über die Herabsetzung ungerechtfertigt erhöhter Preise zu erlassen. Die überwiegende Mehrheit der Parlamentarier war der Meinung, dass die Teuerungsbekämpfung eine dringliche Aufgabe bleiben müsse, ebenfalls anerkannten sie die prophylaktische Wirkung des Preisüberwachers. Der deutlichen Zustimmung im Parlament entsprechend war die Vorlage auch in der Abstimmungskampagne weitgehend unbestritten. Die Befürworter waren der Meinung, die Preisüberwachung habe die Inflationsmentalität abgebaut und das Preisbewusstsein der Konsumenten gestärkt. Gegen die Vorlage sprachen sich die Republikaner, einzelne FDP- und SVP-Kantonalparteien sowie insbesondere der Gewerbeverband aus. Ihnen zufolge sei es nicht ersichtlich, weshalb trotz Wirtschaftsumschwung am problematischen Staatsinterventionismus festgehalten werden solle. Eine überwältigende Mehrheit von über vier Fünftel der Abstimmenden sowie alle Kantone nahmen die Vorlage an.

### 40-Stunden-Woche
Die POCH reichten 1973 mit Unterstützung der Revolutionären Marxistischen Liga und des Verbands des Personals öffentlicher Dienste eine Volksinitiative ein. Sie verlangte die Reduktion der Arbeitszeit auf wöchentlich 40 Stunden für alle Arbeitnehmende innerhalb eines Jahres. Seit 1964 galt allgemein eine 46-Stunden-Woche, die 1975 durch den Bundesrat per Verordnung auf 45 Stunden gesenkt wurde. Im Rahmen von Gesamtarbeitsverträgen (GAV) hatten jedoch die Sozialpartner vieler Branchen noch kürzere Arbeitszeiten vereinbart. Der Bundesrat empfahl die Ablehnung ohne Gegenentwurf, auch im Parlament war die Initiative nicht mehrheitsfähig. Die Linke war gespalten: Während die SP die Initiative unterstützte, lehnte der Schweizerische Gewerkschaftsbund sie ab. Die Initianten verteidigten ihr Begehren als Instrument für neue Arbeitsplätze und negierten einen Zusammenhang zwischen der Teuerung und der Arbeitszeit. Die bürgerlichen Parteien und die Wirtschaftsverbände bekämpften die Initiative, indem sie die Bedürfnisgerechtigkeit branchenspezifischer GAV herausstrichen. Im Falle eines Ja prophezeiten sie eine reduzierte Konkurrenzfähigkeit der Wirtschaft und massive Arbeitsplatzverluste. Fast vier Fünftel der Abstimmenden lehnten die Initiative ab, den höchsten Anteil an Ja-Stimmen verzeichnete der Kanton Genf mit 41,8 Prozent.